# Göttlichkeit
Die Göttlichkeit (auch Divinität, von lat. divinitas) ist in einigen Kulturen eine besondere Eigenschaft, die auf einem angenommenen grundsätzlichen Unterschied zwischen der Götterwelt und der Menschenwelt beruht. Eine allgemeine oder besondere Göttlichkeit von Tierarten wurde und wird ebenfalls in einigen Kulturen angenommen.

## Wesen
In der griechischen und römischen Antike begründete sich der Gegensatz in der Sterblichkeit der Menschen gegenüber der Unsterblichkeit der Götter, dagegen im Judentum, Christentum und Islam im Unterschied zwischen Geschöpf und Gott, dem Schöpfer. Der Gegensatz zu göttlich war dann menschlich. Die Erhebung eines Menschen zu einem Gott hieß Vergottung (Apotheose).

## Historische Beispiele
Historisch am weitesten, womöglich bis in die Wildbeuterkulturen, könnte die animistische Annahme einer Göttlichkeit bestimmter Tiere zurückreichen, so etwa im Bärenkult.
Ein Beispiel für eine Apotheose in der griechischen Mythologie ist die Vergöttlichung von Herakles nach seinem Flammentod. In der römischen Geschichte wurde seit Augustus durch den Kaiserkult die Amtsvergottung der Kaiser mit eigenen Tempeln und Priestern bis zum Amtsantritt des Constans üblich (→ Divus). Die Dreifaltigkeitslehre des Christentums, der entsprechend Jesus Christus gleichzeitig ganz Gott und ganz Mensch sei, bezeichnet Paulus im 1. Korintherbrief als „den Juden ein Ärgernis, den Griechen eine Torheit“ (1. Kor. 1,23 ), sozusagen als völligen Paradigmenwechsel.

## Umgangssprache
Redensartlich ist, „göttlich“ zu sein, ein hohes Lob, z. B. für eine Sängerin – daher auch der Begriff Diva. Aus spöttischer Verwendung erklären sich eine Anzahl Ausdrücke wie „Göttergatte“, „Götterwetter“, „Götterspeise“ u. a. m.